# Драницын, Дмитрий Алексеевич
Дмитрий Алексеевич Драницын (1886, Олонецкая губерния, Российская империя — 1916, Турция) — русский почвовед, геоморфолог, географ, путешественник. Исследователь Африки.

## Биография
По некоторым данным родился в Олонецкой губернии. В 1909 году окончил Императорский Санкт-Петербургский университет. Весной 1913 году совершил путешествие в Африку, побывал в Французском Алжире и Тунисе, пересёк горную страну Атлас от побережья до Бискры у 35°с. ш.
Результаты путешествия изложены им в работе «Поездка в Алжир» (1915), одна из глав которой посвящена характеристике почв Алжира. Имеют значение его наблюдения по геоморфологии долины р. Шелифф и пустынь Алжирской Сахары.
Собрал большой материал для географического сравнения Северной Африки и Туркестана. Проводил почвенно-ботанические исследования районов Азиатской России.
Участник Первой мировой войны. Погиб на Кавказском фронте на территории Турции.
Похоронен в Санкт-Петербурге на Смоленском армянском кладбище.

## Избранные публикации
- Почвы Западного Приангарья Енисейской губернии (Труды почвенно-ботанических экспедиций по исследованию колонизационных районов Азиатской России, 1913)
- Поездка в Алжир (1915)